# 젊은 엄마 2
"젊은 엄마 2"는 2014년에 개봉한 대한민국의 영화이다. 노성수가 감독을 맡았고 차순형 등이 주연으로 출연하였다.

## 캐스팅
- 차순형: 영길 역
- 소윤: 주연 역
- 이하루: 혜영 역
- 예린: 팀장 역
- 이은석: 창석 역
- 김민호: 선희 역
- 김진호: 호석 역
- 김진래: 양아버지 역
- 정용구: 노인 역
- 김수복: 아버지 역
- 이홍선: 청산가리남 역
- 오지훈: 뚱뚱녀 역
- 남궁수일: 주연 부 역
- 임현이: 주연 모 역